# Центральний Минкудук
Центральний Минкудук  – гірничодобувне підприємство на півдні Казахстану, яке здійснює видобуток урану. 
Родовище Минкудук виявили ще в 1976-му, а розробка його центральної частини почалась в 2007 (за іншими даними – 2008) році. Роботи ведуться методом підземного вилуговування за допомогою свердловин довжиною від 337 до 360 метрів. 
Проектна річна потужність рудника становить 2000 тон, при цьому в 2017-му фактичний накопичений видобуток досягнув 15 тисяч тон урану.
Станом на кінець 2021 року ресурси Центрального Минкудуку оцінювались у 22,9 тисячі тон урану, а розробку планувалось вести щонайменше до 2033 року.
Проект розробки реалізовує «Добувне підприємство «Орталик», засновником якого виступив казахський державний концерн «Казатомпром». В 2021-му він продав 49% участі китайській China General Nuclear Power Corporation (CGNPC).